# WTA Tour Championships 1990 - Doppio
Il doppio del torneo di tennis WTA Tour Championships 1990, facente parte del WTA Tour 1990, ha avuto come vincitrici Kathy Jordan e Liz Smylie che hanno battuto in finale Mercedes Paz e Arantxa Sánchez Vicario con il punteggio di 7–6, 6–4.

## Teste di serie
1. Jana Novotná /  Helena Suková (primo turno)
2. Larisa Neiland /  Nataša Zvereva (primo turno)

1. Kathy Jordan /  Liz Smylie (Campionesse)
2. Mercedes Paz /   Arantxa Sánchez Vicario (finale)

## Tabellone

### Legenda
| - Q = Qualificato - WC = Wild card - LL = Lucky loser | - ALT = Alternate - SE = Special Exempt - PR = Protected Ranking | - w/o = Walkover - r = Ritirato - d = Squalificato |

|  | Primo turno | Primo turno                          | Primo turno                          | Primo turno | Primo turno |  |  | Semifinali | Semifinali                           | Semifinali                | Semifinali              | Semifinali              |   |   | Finale | Finale                               | Finale                               | Finale | Finale |  |
|  |             |                                      |                                      |             |             |  |  |            |                                      |                           |                         |                         |   |   |        |                                      |                                      |        |        |  |
|  |             | Natalija Medvedjeva Leila Meskhi     | 6                                    | 1           | 6           |  |  |            |                                      |                           |                         |                         |   |   |        |                                      |                                      |        |        |  |
|  | 1           | Jana Novotná Helena Suková           | 4                                    | 6           | 3           |  |  |            | N Medvedeva Leila Meskhi             | 5                         | 6                       | 6                       |   |   |        |                                      |                                      |        |        |  |
|  | 4           | Mercedes Paz Arantxa Sánchez Vicario | Mercedes Paz Arantxa Sánchez Vicario | 6           | 6           |  |  | 4          | Mercedes Paz Arantxa Sánchez Vicario | 7                         | 4                       | 7                       |   |   |        |                                      |                                      |        |        |  |
|  |             | Lise Gregory Gretchen Magers         | Lise Gregory Gretchen Magers         | 3           | 4           |  |  |            |                                      |                           |                         |                         |   |   | 4      | Mercedes Paz Arantxa Sánchez Vicario | Mercedes Paz Arantxa Sánchez Vicario | 6      | 4      |  |
|  | 3           | Kathy Jordan Liz Smylie              | Kathy Jordan Liz Smylie              | 6           | 7           |  |  |            |                                      | 3                         | Kathy Jordan Liz Smylie | Kathy Jordan Liz Smylie | 7 | 6 |        |                                      |                                      |        |        |  |
|  |             | Nicole Bradtke Elna Reinach          | Nicole Bradtke Elna Reinach          | 1           | 6           |  |  | 3          | Kathy Jordan Liz Smylie              | Kathy Jordan Liz Smylie   | 6                       | 6                       |   |   |        |                                      |                                      |        |        |  |
|  |             | Katrina Adams Lori McNeil            | 7                                    | 3           | 7           |  |  |            | Katrina Adams Lori McNeil            | Katrina Adams Lori McNeil | 1                       | 4                       |   |   |        |                                      |                                      |        |        |  |
|  | 2           | Larisa Neiland Nataša Zvereva        | 5                                    | 6           | 6           |  |  |            |                                      |                           |                         |                         |   |   |        |                                      |                                      |        |        |  |